# ランドグラント大学
ランドグラント大学（ランドグラントだいがく、land-grant university）は、アメリカ合衆国の大学のうち、モリル・ランドグラント法（Morrill Land-Grant Acts）の適用を受けている大学である。土地付与大学（とちふよだいがく）と訳されることもある。

## 概要
モリル・ランドグラント法は、南北戦争中の1862年6月に制定されたもので、農学、軍事学及び工学を教える高等教育機関を設置するために、連邦政府所有の土地を州政府に供与すること等を定めている。
このためランドグラント大学は、創立当初は理系の実学に特化していたが、現在では文系の学部も有する総合大学に成長しているものが多い。しかし、テキサスA&M大学（Texas A&M University：A&Mは"Agricultural and Mechanical"（農業及び機械）の略である。）やバージニア工科大学（Virginia Polytechnic Institute and State University）のように、その名称にかつて理系のみの大学であった名残をとどめているものもある。また、MIT、コーネル大学のように、私立大学であってもランドグラント大学である場合もある

。1866年にMITはその資金を使ってボストンのバックベイにキャンパスを造った

。